# Villa Simonetta (Parma)
Villa Simonetta, nota anche come Villa Solari Del Bono, è un edificio in stile neoclassico situato in strada Simonetta 19 a Porporano, frazione di Parma.

## Storia
Il modesto edificio originario fu costruito nel XVII secolo per volere di una casata rimasta ignota. La presenza di uno stemma scolpito su un camino seicentesco conservato nella struttura, raffigurante un picchio su un albero, fa ipotizzare che i committenti fossero o la famiglia Pico o, con maggiori probabilità, i conti Palmia-Picchi; infatti, questi ultimi all'epoca detenevano numerosi terreni nella vicina zona compresa tra Coloreto e Marore, che tra la fine del secolo e gli inizi del successivo passarono alla contessa Clarice Palmia-Picchi, vedova del conte Andrea Fabrizio Simonetta di Torricella.
Nel XVIII secolo, con l'estinzione della casata costruttrice del caseggiato, la tenuta di Porporano fu ereditata dal conte Andrea Simonetta, nipote di Clarice, il quale tra il 1775 e il 1783 fece riedificare la villa in stile neoclassico.
Agli inizi del XIX secolo la proprietà passò al figlio Giuseppe, al quale succedette nel 1871 il figlio Giovanni. In seguito a un incidente in carrozza da cui il Conte e la moglie Anna Pallavicino uscirono illesi, in segno di ringraziamento tra il 1878 e il 1879 i coniugi fecero edificare in prossimità della villa un oratorio neogotico intitolato alla beata Vergine dei Sette Dolori, su disegno dell'architetto Pancrazio Soncini, che progettò anche l'adiacente edificio di servizio merlato; il luogo di culto fu solennemente consacrato il 16 luglio 1879 dal vescovo di Parma Domenico Maria Villa. Dopo il 1880 furono effettuati anche alcuni lavori nella villa, ove fu sopraelevato con un'altana chiusa il doppio loggiato della facciata ovest e fu modificata la copertura della torretta sul culmine del tetto. Nel frattempo, dal 1875 al 1885 il complesso fu utilizzato come residenza estiva destinata alle studentesse del collegio Santa Apollonia di Parma.

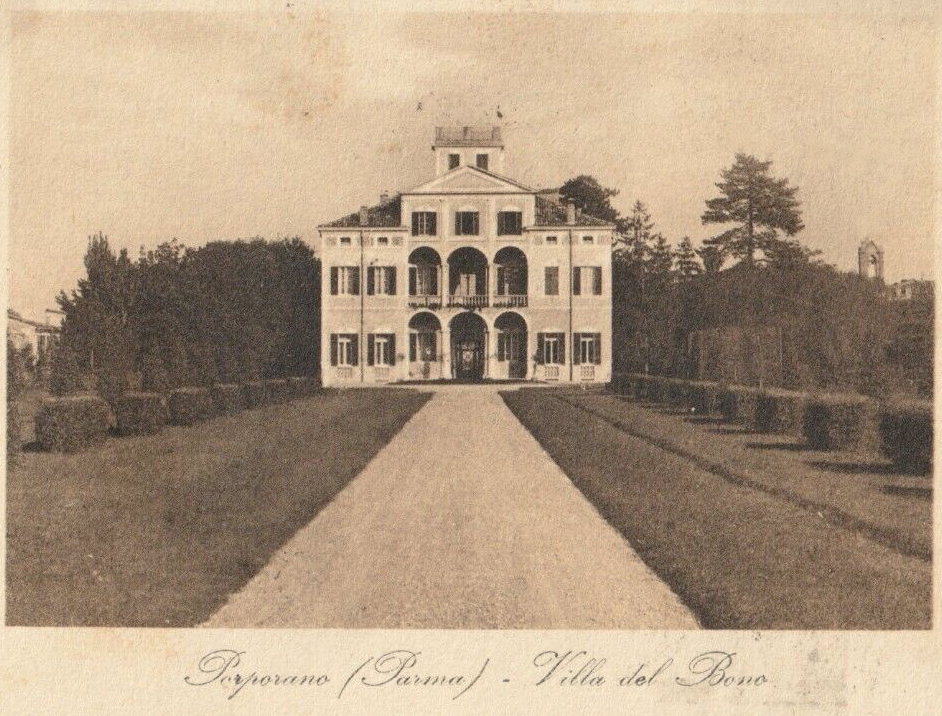
La villa nel 1932

Nel 1884, alla morte senza figli di Giovanni, tutte le sue proprietà passarono alla vedova Anna. Nove anni dopo il nipote Luigi, figlio della cognata Marianna Simonetta e del conte Giovanni Sanvitale, fu adottato dalla Contessa e nel 1906 aggiunse al cognome paterno quello materno, fino ad ereditare nel 1915 i beni della zia.
Nel 1923 i conti Sanvitale Simonetta si trasferirono altrove e alienarono la tenuta di Porporano al conte Alfredo Del Bono, che fece risistemare la villa per trasformarla nella sua residenza; alla sua morte nel 1941, la proprietà passò alla figlia Susanna Guglielmina, moglie del marchese Lorenzo Solari.

## Descrizione
Il grande parco si allunga tra strada Bassa dei Folli e strada Traversetolo, a cui la villa, posta al centro, è collegata attraverso due lunghi viali rettilinei contrapposti; sul lato sud, in adiacenza a strada Simonetta, si ergono gli edifici di servizio e l'oratorio della Beata Vergine dei Sette Dolori.

### Villa

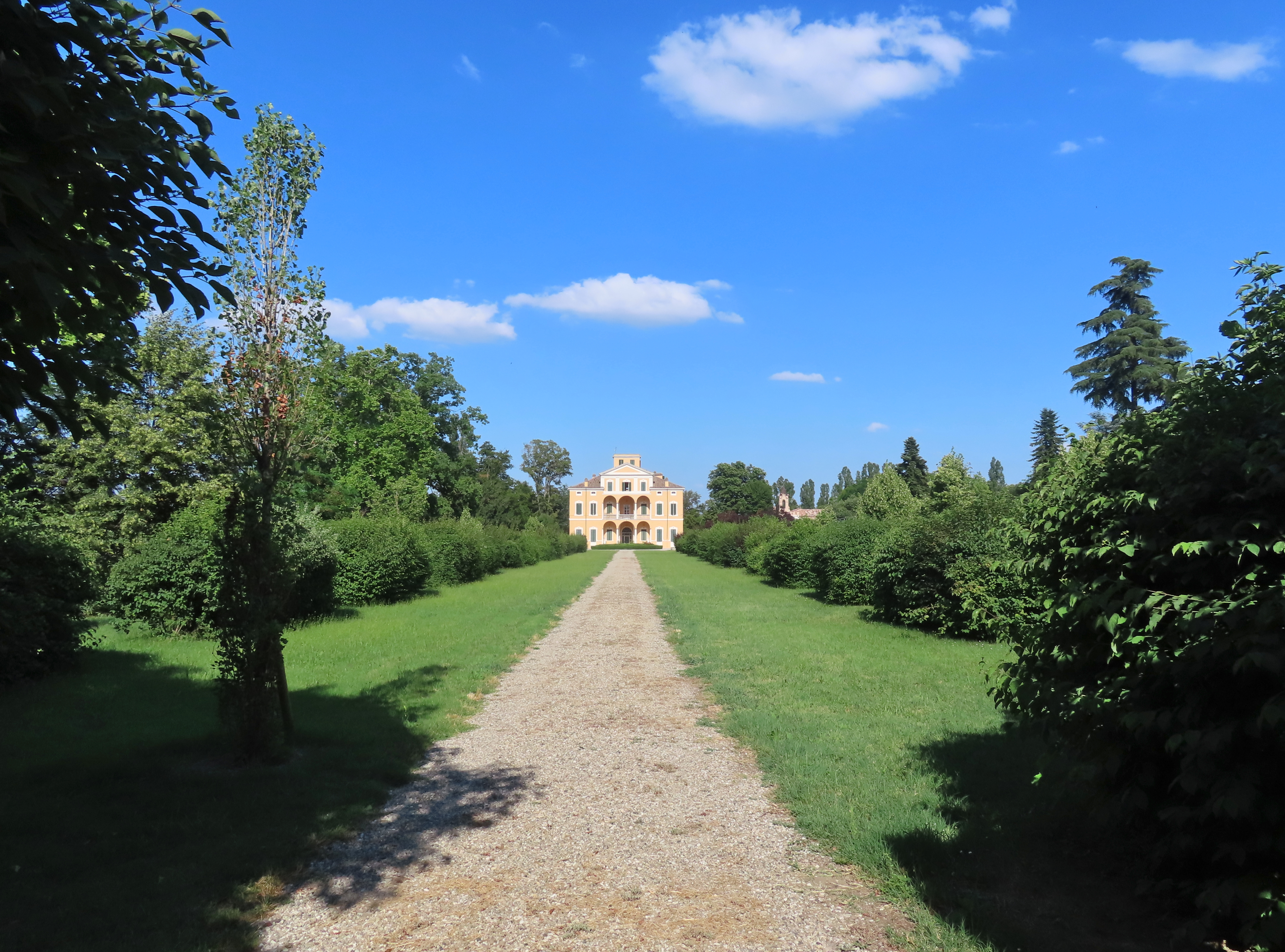
Il viale d'ingresso ovest alla villa

La villa si sviluppa su una pianta rettangolare, con due ingressi contrapposti a est e a ovest.
La simmetrica facciata occidentale è suddivisa verticalmente in tre parti. Al centro si erge un portico a tre arcate a tutto sesto rette da colonne doriche, sormontato da una loggia dalle forme analoghe; superiormente si erge un'altana, scandita in tre parti da quattro lesene, che delimitano tre finestre inquadrate da cornici e sostengono l'ampio frontone triangolare di coronamento. Ai lati si trovano su due livelli, scanditi da fasce marcapiano, due finestre per parte, oltre alle piccole aperture del seminterrato e del sottotetto. In sommità, dal culmine del tetto si eleva una torretta con due finestre, coronata da una terrazza.
Il simmetrico prospetto contrapposto presenta nel mezzo l'ampio portale d'ingresso ad arco a tutto sesto, affiancato da due colonne a sostegno del balcone del primo piano; ai lati si aprono tre finestre per parte, due delle quali binate.
All'interno si accede al salone passante, coperto da una volta a botte decorata con affreschi e ornato lateralmente con una serie di pannelli dipinti in stile Impero; attraverso due arcate rette da colonne, si apre lateralmente lo scalone affrescato, in cui campeggia una statua raffigurante Apollo giovinetto, eseguita da Adamo Tadolini. Sui fianchi si affacciano varie sale di rappresentanza, decorate con affreschi sulle volte e arredate con mobili antichi; uno degli ambienti conserva un grande camino seicentesco in pietra scolpita, anticamente posto nella cucina del seminterrato.

### Oratorio della Beata Vergine dei Sette Dolori

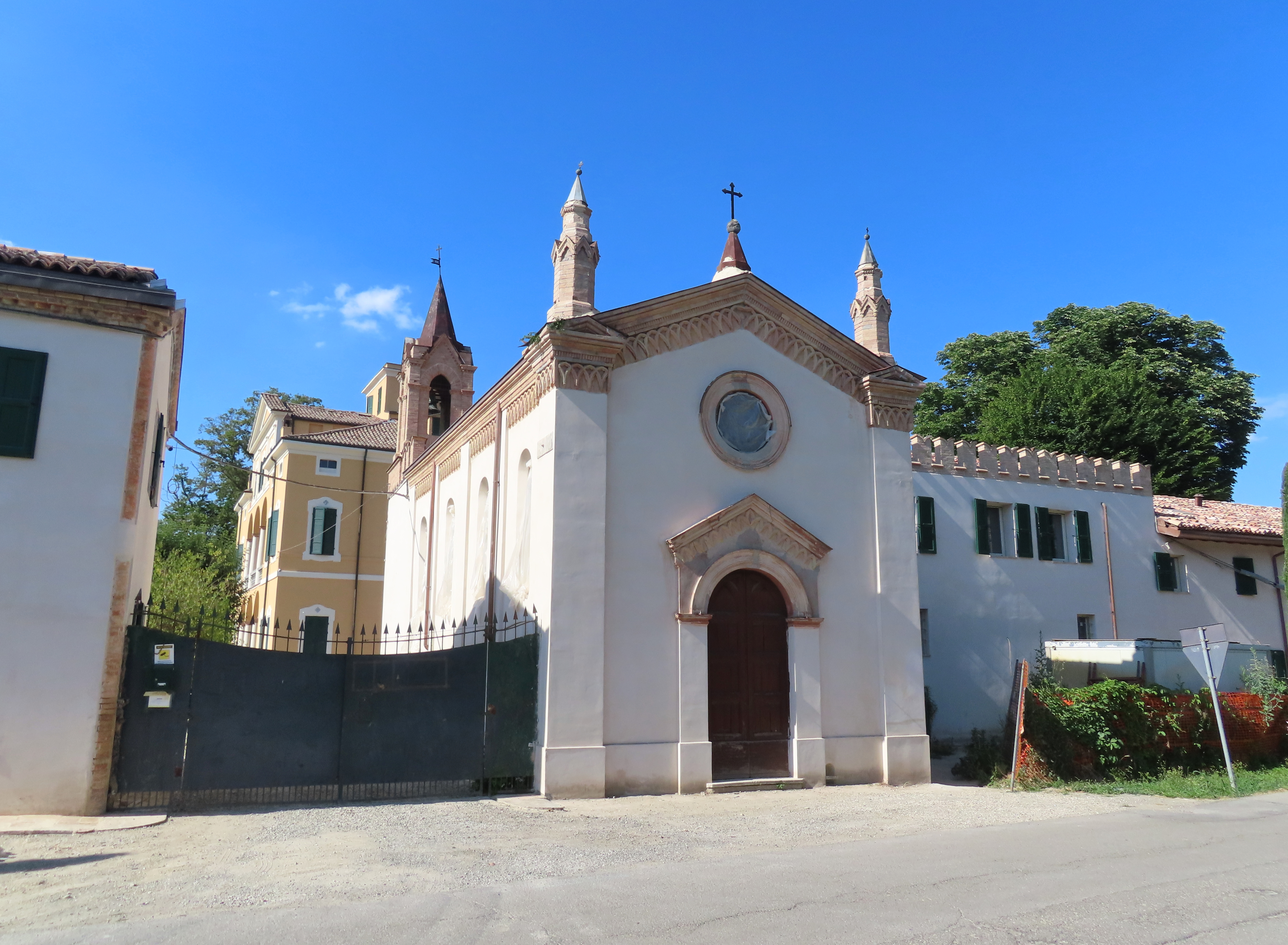
Oratorio della Beata Vergine dei Sette Dolori

Il piccolo oratorio neogotico a navata unica sorge a sud della villa, verso strada Simonetta, in adiacenza agli edifici di servizio.
La simmetrica facciata a capanna, intonacata, è delimitata alle estremità da due paraste, su cui si ergono due alti pinnacoli a pianta ottagonale; al centro si apre il portale d'ingresso ad arco a tutto sesto, affiancato da due lesene a sostegno del frontone in cotto di coronamento, al di sopra del quale è collocato un rosone con cornice modanata in laterizio; in sommità si sviluppa lungo gli spioventi del tetto un motivo in cotto ad archetti intrecciati, che prosegue anche lungo i fianchi, scanditi da lesene e illuminati da alte monofore a tutto sesto. Sul retro si eleva il campanile in mattoni; la cella campanaria, affacciata sulle quattro fronti attraverso aperture cuspidate ad arco ogivale, accoglie due campane, una delle quali, datata 1723, proveniente dall'abbazia di Santa Felicola di Montechiarugolo; a coronamento si innalza nel mezzo un'aguzza guglia in rame.

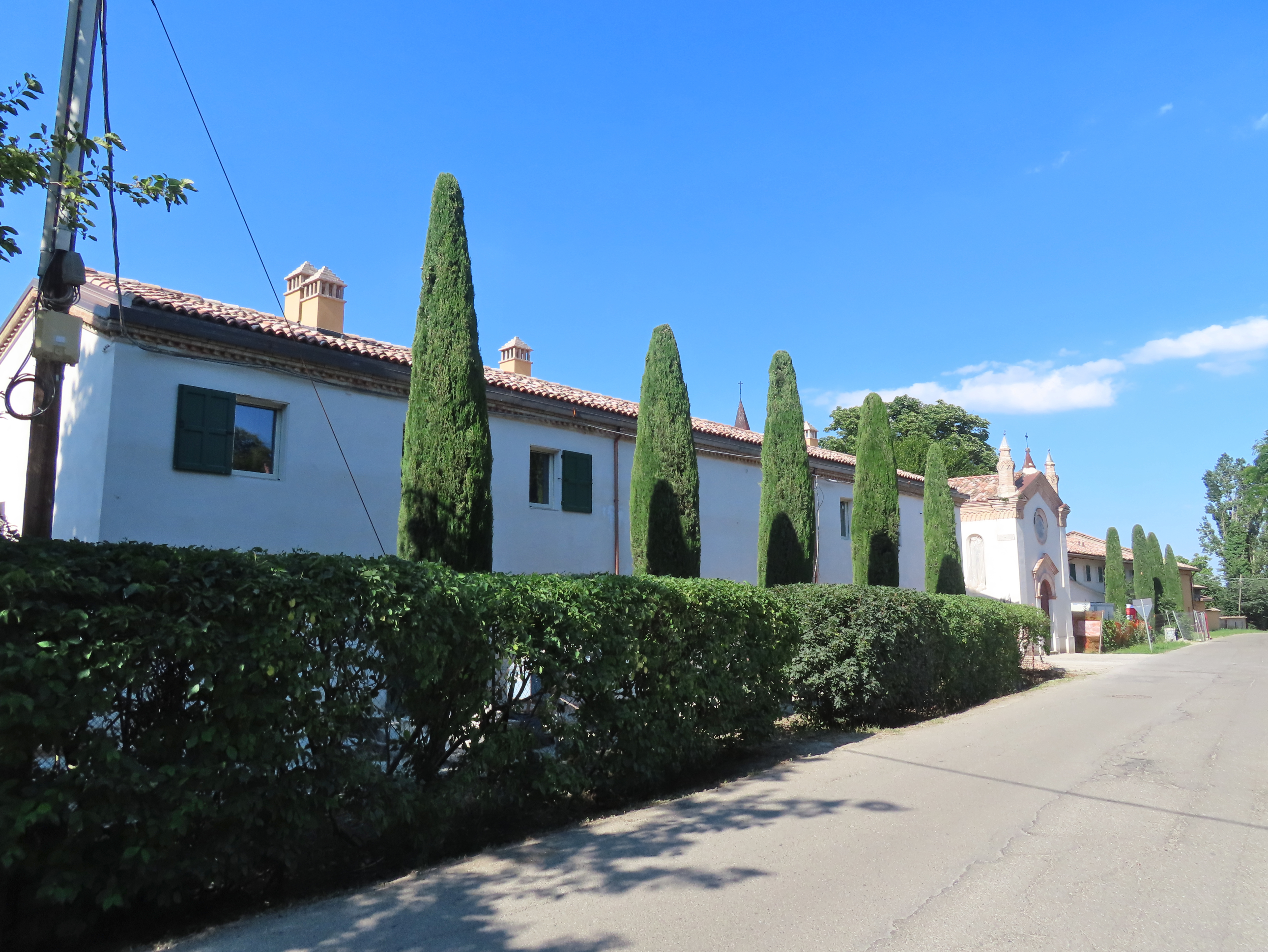
Gli edifici di servizio affacciati su strada Simonetta

L'adiacente edificio di servizio sviluppato a est, anch'esso intonacato, presenta in sommità una merlatura ghibellina in laterizio.

### Parco
L'ampio parco si estende su una pianta pressoché rettangolare intorno alla villa ed è tagliato in lunghezza a metà da due viali alberati rettilinei contrapposti, che collegano l'edificio a strada Bassa dei Folli a ovest e a strada Traversetolo a est.